# 20Y busz (Győr)
A győri 20Y jelzésű autóbusz a Ménfőcsanak, Győri út, körforgalom és az AUDI gyár, 8-as porta megállóhelyek között közlekedik. A vonalat a Volánbusz üzemelteti.

## Közlekedése
Csak munkanapokon közlekedik, a műszakváltásokhoz igazítva.

## Útvonala
| AUDI gyár, 8-as porta felé | Ménfőcsanak, Győri út, körforgalom felé |
| --- | --- |
| Ménfőcsanak, Győri út, körforgalom – Győri út – Koroncói út – Ormos utca – Új élet út – – Malom utca – Aba Sámuel út – Királyszék út – – Nagy Imre út – Szigethy Attila út – Ipar utca – Puskás Tivadar utca – Kandó Kálmán utca – Reptéri út – Martin utca – Kardán utca – Audi Hungária út – Laktanya utca – Audi Hungária út – AUDI gyár, 8-as porta | AUDI gyár, 8-as porta – Audi Hungária út – Laktanya utca – Audi Hungária út – Kardán utca – Martin utca – Reptéri út – Kandó Kálmán utca – Puskás Tivadar utca – Ipar utca – Szigethy Attila út – Nagy Imre út – – Királyszék út – Aba Sámuel út – Malom utca – – Új élet út – Ormos utca – Koroncói út – Győri út – Ménfőcsanak, Győri út, körforgalom |

## Megállóhelyei
Az átszállási kapcsolatok között a Zöld utca, Soproni úttól az AUDI gyár, 8-as portáig közlekedő 20-as busz nincs feltüntetve.
| 0  | Ménfőcsanak, Győri út, körforgalom végállomás                         | 44 | 48 | 21, 21B, 22, 22B, 34                                                 | Evangélikus templom |
| 1  | Ménfőcsanak, vendéglő                                                 | 43 | 47 | 21, 21B, 22, 22B, 34                                                 | Nagyboldogasszony templom, Evangélikus templom |
| 2  | Ménfőcsanak, vasúti megállóhely                                       | 41 | 45 | 21, 21B, 22, 22B, 36                                                 | Ménfőcsanak |
| 3  | Ormos utca                                                            | 39 | 43 | 21, 21B, 22, 22B                                                     | |
| 4  | Új élet út                                                            | 38 | 42 | 21, 21B, 22, 22B                                                     | |
| 5  | 83-as út, horgásztó                                                   | ∫  | ∫  | 21, 21B                                                              | Ménfői úti focipálya, Horgásztavak |
| ∫  | 83-as út, gyirmóti elágazás                                           | 36 | 40 | 21, 21B, 22, 22B                                                     | |
| 7  | Aba Sámuel utca                                                       | 34 | 38 | 1, 22, 22B, 37                                                       | |
| 9  | Ménfőcsanak, Királyszék út                                            | 33 | 37 | 1, 21, 21B, 22, 22B, 22Y, 32, 34, 36, 37                             | Ménfőcsanak felső |
| 10 | Decathlon áruház                                                      | 31 | 35 | 1, 21, 21B, 22, 22B, 22Y, 34, 36, 37                                 | Decathlon Áruház, Reál Élelmiszer |
| 12 | 83-as út, TESCO áruház                                                | 30 | 34 | 1, 21, 21B, 22, 22B, 22Y, 32, 34, 36, 37                             | TESCO Hipermarket, Family Center, KIKA, ALDI |
| 13 | Győrújbaráti elágazás                                                 | 29 | 33 | 1, 21, 21B, 22, 22B, 22Y, 32, 34, 36, 37                             | MÖBELIX, ALDI, Family Center |
| 15 | 83-as út, Szentlélek templom                                          | 28 | 30 | 32, 34, 36, 37                                                       | Nádorvárosi köztemető, Szentlélek templom, Győri Műszaki Szakképzési Centrum Pattantyús-Ábrahám Géza Ipari Szakgimnáziuma és Szakközépiskolája    |
| 16 | Nádorvárosi köztemető                                                 | ∫  | ∫  | 14B, 32, 34, 36, 37                                                  | Nádorvárosi köztemető |
| 18 | Nagy Imre út, virágbolt                                               | 25 | 27 | 2, 2B, 22, 22A, 22B, 22Y, 42                                         | Szent-Györgyi Albert Egészségügyi és Szociális Szakképző Iskola                                                                                   |
| 21 | Szigethy Attila út, könyvtár                                          | 23 | 25 | 7, 9, 9A, 17, 17B, 19, 19A, 38, 38A                                  | Dr. Kovács Pál Könyvtár és Közösségi Tér, Kossuth Zsuzsanna Leánykollégium, TESCO, Vásárcsarnok, Győr-Moson-Sopron Vármegyei Rendőr-főkapitányság |
| 23 | Szigethy Attila út, Kodály Zoltán utca (↓) Szigethy Attila út 97. (↑) | 21 | 23 | 7, 9, 9A, 15, 17, 17B, 19, 19A, 27                                   | GYMSZC Szabóky Adolf Szakiskolája, Szivárvány Óvoda, GYSZSZC Pálffy Miklós Kereskedelmi és Logisztikai Szakgimnáziuma és Szakközépiskolája, TESCO |
| 26 | Szigethy Attila út, Fehérvári út                                      | 19 | 21 | 7, 9, 9A, 14, 14B, 15, 17, 17B, 19, 19A, 23, 23A, 24, 25, 27, 28, 41 | Festékgyár, Adyvárosi sportcentrum, Barátság park                                                                                                 |
| 27 | Ipar utca, ÉNYKK Zrt. (Korábban: Ipar utca, Volán-telep)              | 17 | 19 | 14, 14B, 23, 23A, 24, 41                                             | ÉNYKK Zrt. |
| 29 | Ipar utca, Puskás Tivadar utca (Korábban: Ipar utca, posta)           | 16 | 18 | 14, 14B, 23, 23A, 24, 41                                             | |
| 30 | Puskás Tivadar utca, Ipar utca                                        | 15 | 16 | 23, 24                                                               | |
| 31 | Puskás Tivadar utca, gázgyár                                          | 14 | 15 | 23, 24                                                               | |
| 33 | ÁTI-raktár                                                            | 12 | 13 | 12, 12A, 23, 24, 30, 30A, 30B, 31, 31A                               | |
| 34 | Reptéri út, Hűtőház utca                                              | 11 | 12 | 12, 12A, 23, 24, 30, 30A, 30B, 31, 31A                               | Kenyérgyár |
| 35 | Oxigéngyári utca                                                      | 9  | 10 | 12, 12A, 15, 15A, 24, 30Y                                            | |
| 37 | AUDI gyár, 4-es porta                                                 | 8  | 9  | 12, 12A, 15, 15A, 24, 30Y                                            | AUDI gyár |
| 38 | Rába gyár, személyporta                                               | 7  | 8  | 12, 12A, 15, 15A, 24, 30Y                                            | AUDI gyár, RÁBA gyár |
| 39 | Kardán utca, AUDI gyár, 3-as porta                                    | 6  | 7  | 12, 12A, 15, 15A, 24, 30Y                                            | AUDI gyár, RÁBA gyár |
| 40 | AUDI gyár, főbejárat                                                  | 5  | 6  | 12, 12A, 15, 15A, 24, 30Y                                            | AUDI gyár |
| 41 | Íves utca                                                             | 4  | 5  | 12, 12A, 24, 30Y                                                     | |
| 43 | AUDI gyár, 10-es porta (Honvédség)                                    | 2  | 3  | 12, 12A, 24                                                          | AUDI gyár, Honvédség |
| 44 | AUDI gyár, 9-es porta                                                 | 1  | 1  | 12, 12A, 24                                                          | AUDI gyár |
| 45 | AUDI gyár, 8-as porta végállomás                                      | 0  | 0  | 12, 12A, 24                                                          | AUDI gyár |

1. ↑  Egyes járatok kiemelt csúcsidei menetidővel közlekednek.